# Kråkholmen, Karleby
Kråkholmen, finska: Varissaari, är en ö i Finland. Den ligger i Bottenviken och i kommunen Karleby i den ekonomiska regionen  Karleby i landskapet Mellersta Österbotten, i den nordvästra delen av landet. Ön ligger nära Karleby och omkring 420 kilometer norr om Helsingfors.
Öns area är 1,8 hektar och dess största längd är 200 meter i sydväst-nordöstlig riktning. I omgivningarna runt Kråkholmen växer i huvudsak blandskog.